# Arcidiecéze Modena-Nonantola
Arcidiecéze Modena-Nonantola (latinsky Archidioecesis Mutinensis-Nonantulana) je římskokatolická metropolitní arcidiecéze v italské oblasti Emilia-Romagna, která tvoří součást Církevní oblasti Emilia-Romagna.  V jejím čele stojí arcibiskup-opat Erio Castellucci, jmenovaný papežem Františkem v roce 2015.

## Stručná historie
Diecéze v Modeně vznikla zřejmě na v polovině 4. století, za prvního biskupa je považéván svatý Geminianus. Opatství v Nonantole bylo založeno v 8. tsoletí, původně jako benediktinské, od roku 1514 bylo svěřeno cistericákům. Již od roku 1449 bylo řízeno komendatárními opaty, od roku 1821 jimi byli biskupové modenští. V roce 1783 cisterciáci z opatství odešli, byli nahrazeni diecézními kanovníky. Již v roce 1909 bylo toto teritoriální opatství sjednoceno s modenskou diecézí, v roce 1986 došlo k plnému sjednocení. Modenské biskupství bylo povýšeno na metropolitní arcibiskupství již v roce 1855.